# Anglesey Abbey
Anglesey Abbey est un château anglais construit sur les vestiges d'un prieuré, situé dans le village de Lode, à 9 km au nord-est de Cambridge, Angleterre. La maison et ses terrains appartiennent au National Trust et sont ouverts au public, bien que certaines parties restent la résidence privée de la famille Fairhaven. La propriété comprend 400 000 m2> de jardins et de terrains paysagers et un moulin en activité.
Le prieuré est fermé en 1536 lors de la dissolution des monastères et une maison de style jacobéen est construite sur son site vers 1600. Au fil des siècles, les propriétaires sont Thomas Hobson et ses descendants Parker, ainsi que trois ecclésiastiques locaux. Le dernier propriétaire privé est Lord Fairhaven qui vit dans la maison de 1926 jusqu'à sa mort en 1966. Il y fait d'importants ajouts pour accueillir sa collection de meubles, de livres et d'objets d'art, et aménage le terrain. À sa mort, il laisse la maison et son contenu au National Trust.

## Histoire

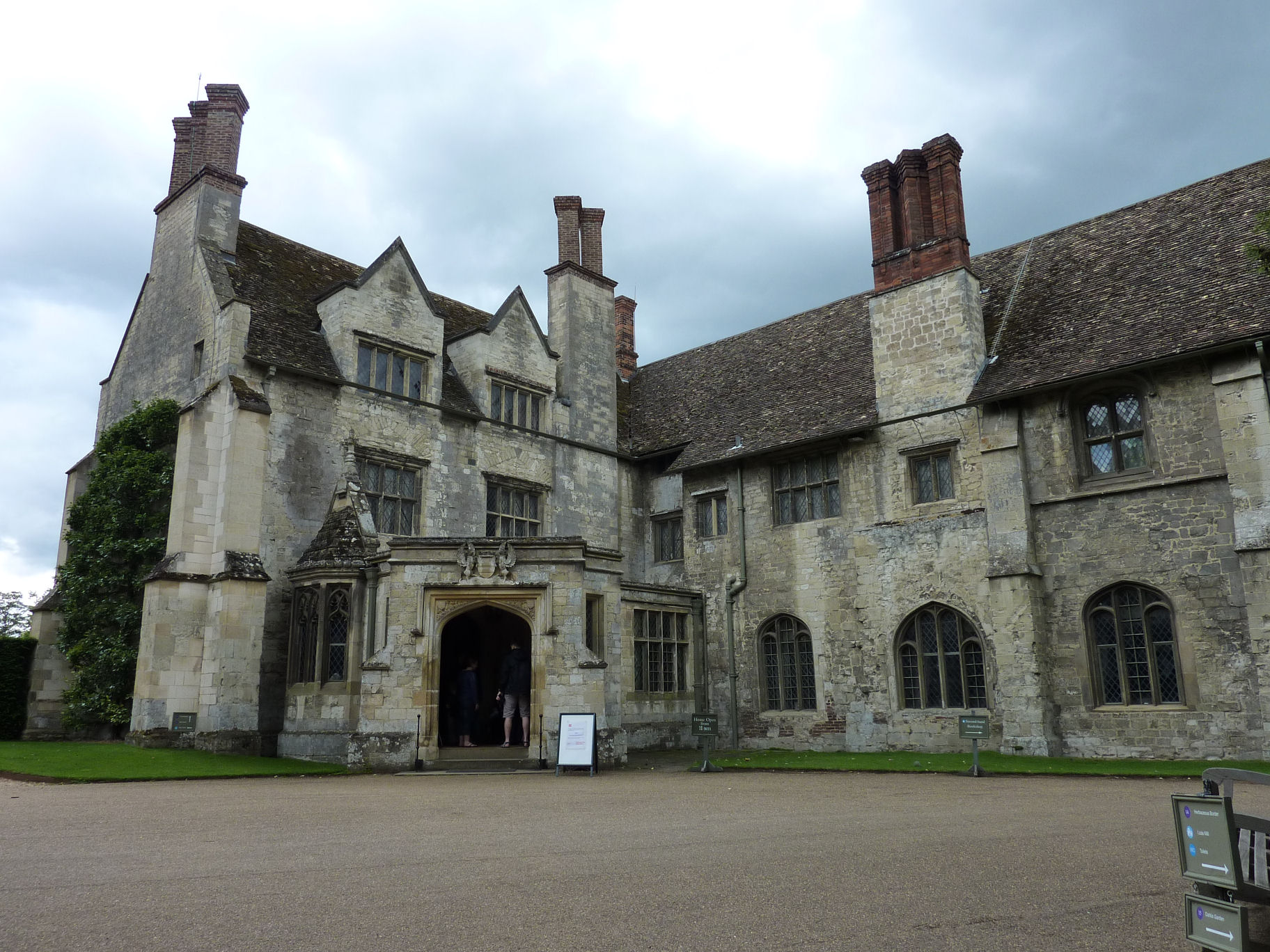
Entrée des visiteurs à l'arrière de la maison, avec la salle à manger sur la droite montrant des maçonneries anciennes.

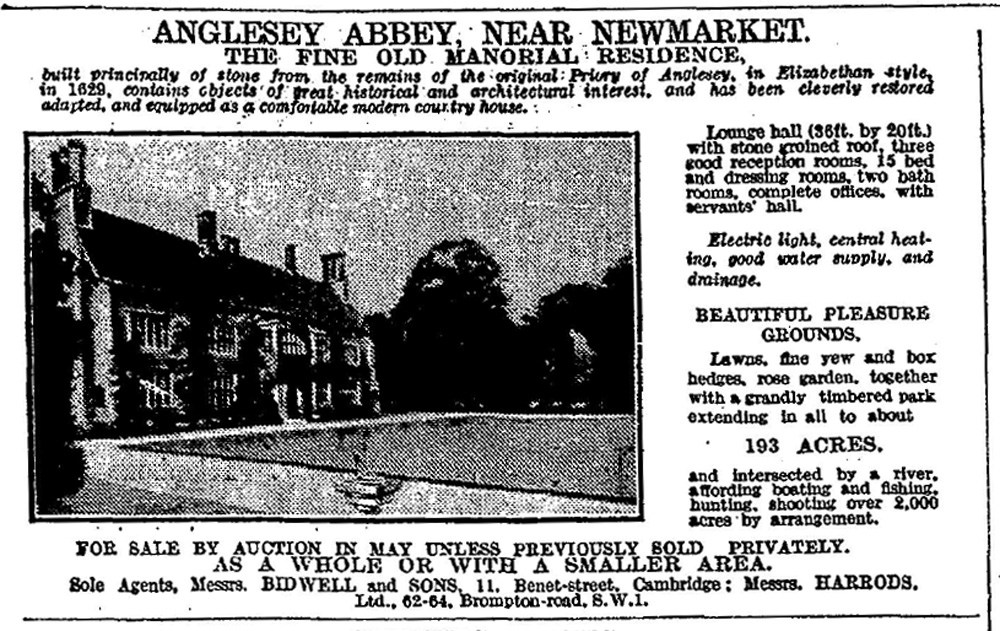
Annonce de vente de Anglesey Abbey en 1926.

Anglesey Abbey est construit sur les vestiges d'un prieuré de chanoines réguliers augustins, fondé en tant qu'hôpital de Sainte-Marie sous le règne d'Henri Ier (roi d'Angleterre), c'est-à-dire entre 1100 et 1135, et doté en prieuré par Richard de Clare (3e comte d'Hertford) en 1212. Le prieuré est fermé en 1536 lors de la Dissolution des monastères. Il est accordé trois ans plus tard à un avocat, John Hynde. Le prieuré est en grande partie démoli et les matériaux utilisés dans la construction de Madingley Hall.
La famille Fowkes acquiert la propriété en 1595 et transforme ce qui reste du prieuré démoli en une maison de style jacobéen. Les murs de la salle capitulaire sont incorporés au corps principal de l'habitation domestique, le chauffoir, la salle de jour des moines, au nord étant laissé en dépendance. Les propriétaires suivants sont le coursier de Cambridge Thomas Hobson, son gendre l'avocat Thomas Parker et ses descendants, le député de Cambridgeshire Samuel Shepheard et sa fille Lady Irvine, et George Leonard Jenyns. Les propriétaires n'occupent pas toujours la maison eux-mêmes ; elle est parfois louée comme ferme. Au moment de la mort de Thomas Parker en 1643, la propriété est connue sous le nom d'Anglesey Abbey (Abbaye), plutôt que Priory (Prieuré).
En 1848, le révérend John Hailstone, vicaire de la paroisse voisine de Bottisham, fils du botaniste Samuel Hailstone et neveu du géologue John Hailstone, achète Anglesey Abbey et procède à des restaurations, transformant la salle de séjour des moines en hall d'entrée, ajoutant une aile de service et construisant un ensemble solide à partir de la maçonnerie médiévale restante. Plusieurs croquis qu'il fait de la maison survivent. Il est également à l'origine de la plantation d'arbres, dont des cèdres, des séquoias géants, des ormes pleureurs et des tilleuls argentés, le long de l'allée menant à la maison. Il vit dans la maison après sa démission en tant que vicaire de Bottisham en 1861 jusqu'à sa mort en 1877. Sa veuve la vend en 1888 au révérend James George Clark, qui y vit avec sa famille jusqu'en 1912, date à laquelle il part dans le Hertfordshire et trouve des locataires pour Anglesey Abbey.
Anglesey Abbey est vendue en 1926 à deux frères, Urban Huttleston Broughton (plus tard 1er baron Fairhaven) et Henry Rogers Broughton, qui l'achètent pour sa proximité avec la ville de courses de chevaux de Newmarket et leur haras situé à Great Barton près de Bury St Edmunds. Les frères ont hérité de la fortune de leur grand-père maternel, un baron du pétrole américain Henry Huttleston Rogers, et peuvent vivre une vie de loisir en se consacrant à la possession et à l'élevage de Pur-sang, à la collection d'art et à la création de jardins. Les frères apportent plusieurs modifications à la maison peu de temps après l'avoir achetée, transformant la salle de séjour des moines d'un hall d'entrée en salle à manger, déplaçant le porche, ajoutant un escalier en pierre et installant des cheminées et des boiseries. Le travail est réalisé par l'architecte Sidney Parvin de la firme londonienne d'architecture d'intérieur Turner Lord, et est présenté dans une édition de 1930 du magazine Country Life.
Henry déménage lorsqu'il se marie en 1932, laissant son frère aîné, Lord Fairhaven (ayant reçu la baronnie qui est sur le point d'être accordée à son père, Urban H. Broughton, à sa mort), le dernier propriétaire privé d'Anglesey Abbey. Lord Fairhaven fait d'importants ajouts à la maison pour faire place à sa collection en pleine expansion de livres, peintures, tapisseries, horloges, meubles et objets d'art. L'aile de la bibliothèque, conçue par Sidney Parvin, est ajoutée en 1937 et est suivie par le Tapestry Hall, une cage d'escalier à côté de la salle à manger, en 1939.
En 1934, Lord Fairhaven achète et restaure Lode Mill à la limite de sa propriété. Le moulin est construit au XVIIIe siècle mais est transformé pour moudre le ciment plutôt que le maïs en 1900.
Lord Fairhaven transforme les terrains d'Anglesey Abbey, qui étaient en grande partie des prairies et des pâturages lorsque les frères ont acheté la propriété, en un parc de style XVIIIe siècle avec des allées d'arbres, des jardins fleuris, des statues et des ornements. Le dernier ajout à la maison, une pinacothèque sur deux étages conçue par Albert Richardson, est achevée en 1956.
À la mort de Lord Fairhaven en 1966, Anglesey Abbey est léguée au National Trust avec une dotation de 300 000 £. Lord Fairhaven a déclaré dans son testament que la maison devait être préservée comme « une entité complète et meublée afin qu'elle conserve autant que possible le caractère d'une maison anglaise ».

## Intérieur

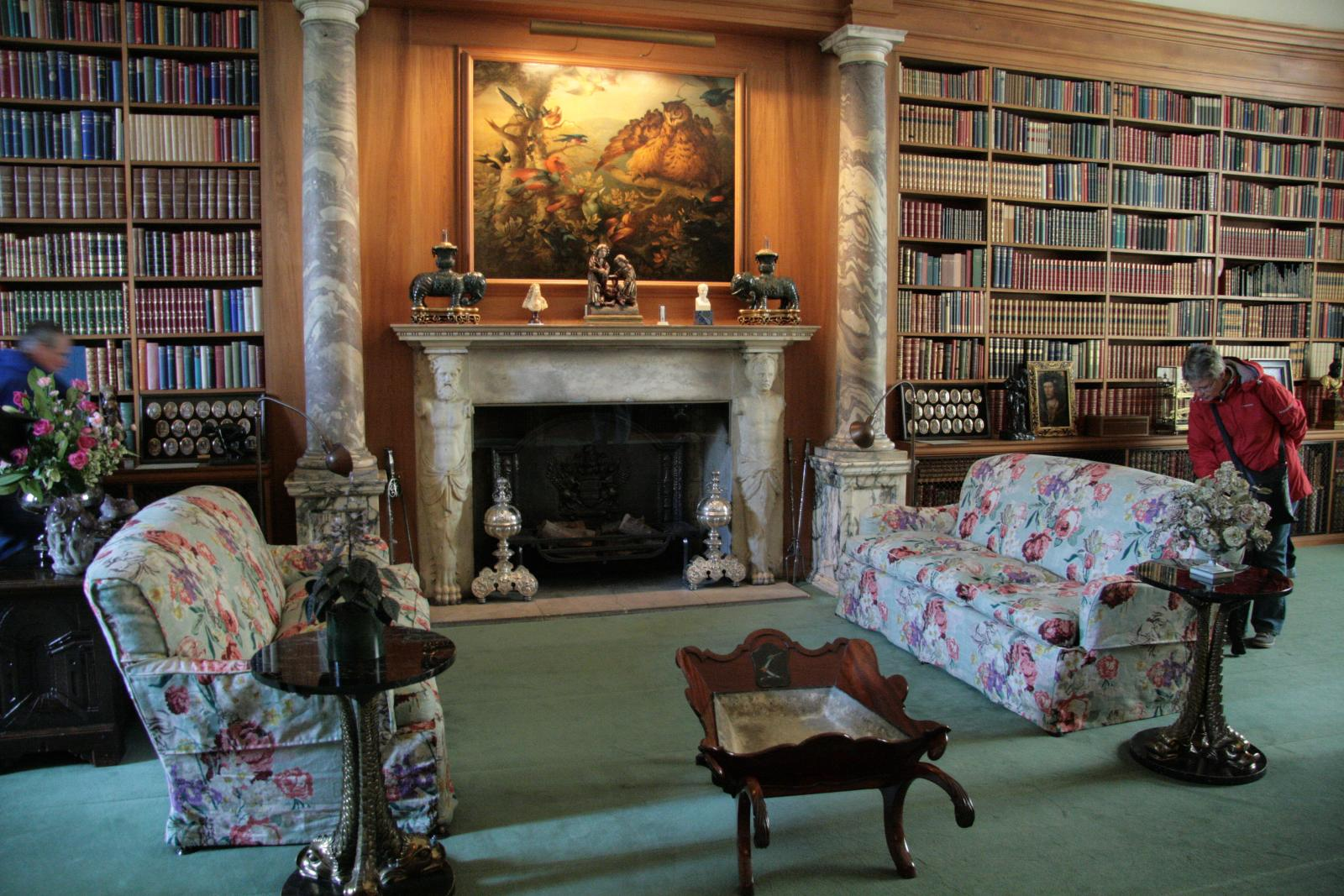
Intérieur.

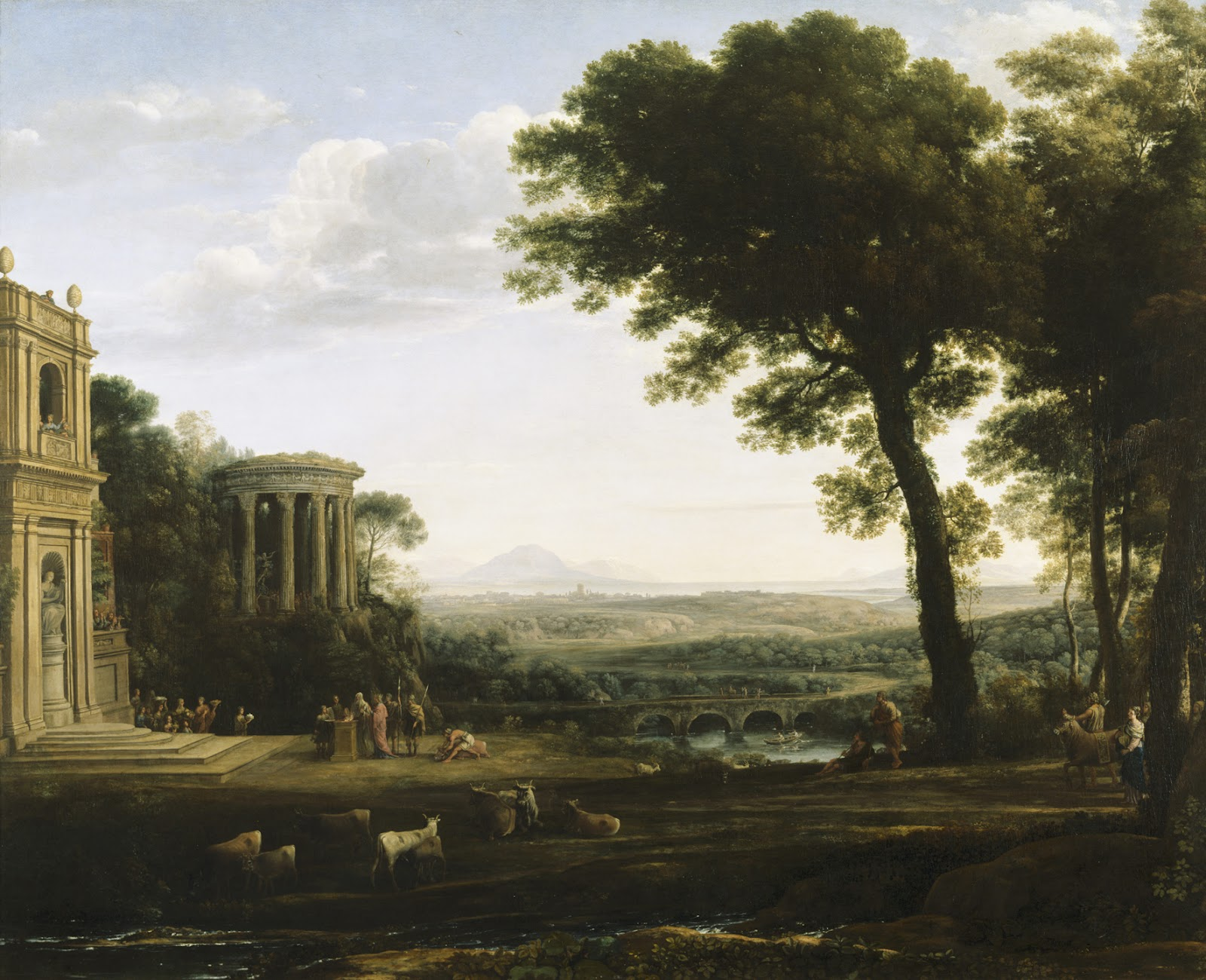
Claude Lorrain, Paysage avec le père de Psyché sacrifiant au temple d'Apollon.

En plus de son inscription au Grade I, la maison est également remarquable pour son contenu. La collection de Lord Fairhaven comprend des meubles, des peintures et des sculptures, des horloges, des tapisseries, des livres et des objets d'art et, selon l'auteur d'un guide d'Anglesey Abbey, exprime « un goût éclectique et un mépris rafraîchissant pour la mode ».
Les pièces ouvertes au public comprennent le salon qui constituait initialement la salle capitulaire du monastère et qui date du XIIIe siècle ; la « oak room » (« salle du chêne ») avec ses boiseries en chêne et son plafond en plâtre copiée sur celui de la Reindeer Inn à Banbury ; la salle à manger, l'ancienne salle de séjour des moines ; la salle des tapisseries ; l'aile de service ; la bibliothèque, où divers visiteurs royaux ont gravé leur nom sur une fenêtre ; plusieurs chambres au premier étage et la pinacothèque sur deux étages.
Le mobilier comprend une table de réfectoire de la Renaissance italienne dans la salle à manger, des chaises brodées par la mère de Lord Fairhaven dans le salon, une coiffeuse Chippendale laquée blanche ayant appartenu à l'acteur David Garrick dans l'une des chambres et des étagères fabriquées à partir des piles du Waterloo Bridge construit par John Rennie dans la bibliothèque. La collection de tapisseries comprend, outre des œuvres du XVIIe siècle, une commande de Lord Fairhaven à la Cambridge Tapestry Company représentant Anglesey Abbey et les armoiries des Fairhaven. Il y a un grand nombre d'horloges dans la maison dont une horloge en forme de pagode à quatre niveaux à la place d'honneur dans le salon.
La collection d'art reflète le goût de Lord Fairhaven pour la peinture britannique du XIXe siècle et antérieur, avec un penchant particulier pour les vues du château de Windsor, les paysages, les peintures d'animaux et d'oiseaux, et les nus de William Etty. Le XXe siècle est représenté par des peintures d'Alfred Munnings, dont la représentation d'un cheval de tambour du 1st Life Guards, l'ancien régiment de Lord Fairhaven, et un portrait par Oswald Birley de Lord Fairhaven dans l'uniforme de cérémonie de son régiment. Sont encore conservées des peintures de John Constable, Thomas Gainsborough (un paysage marin rare), Richard Parkes Bonington, Edwin Landseer et la famille Pether, ainsi qu'une série de portraits Tudor. Lord Fairhaven a rassemblé plus de 750 peintures, gravures et dessins du château de Windsor. Son intérêt pour le château date de sa jeunesse lorsque ses parents avaient une maison de campagne près de Windsor, et de l'époque où il est stationné au château avec son régiment. La collection Windsor est cataloguée par l'historien de l'art Cyril Bunt en 1949. Bien que la plupart des peintures d'Anglesey Abbey soient d'artistes britanniques, des artistes étrangers sont représentés dans la collection de Windsor ; il y a aussi des pièces de fleurs d'Ambrosius Bosschaert et de Jean-Baptiste Belin, ainsi que trois peintures de Claude Lorrain. Des œuvres remarquables y sont conservées comme Paysage avec le père de Psyché sacrifiant au temple d'Apollon de Claude Lorrain ou Le départ de la Reine Victoria au Tréport, 7 septembre 1843 d'Eugène Isabey. La sculpture de la collection comprend des chevaux en marbre du XVIIIe siècle, une figure continentale en bois de saint Jérôme du XVe siècle, un taureau en bronze d'Antoine-Louis Barye et une collection de bronzes, entre autres, de Robert Tait McKenzie, Frederic Leighton, Alfred Gilbert, et un Bouclier d'Achille en argent de John Flaxman.
La bibliothèque contient près de 5 200 livres, principalement des livres de lecture ordinaires dans des reliures fines, avec environ un millier de livres de collection. 

## Jardins

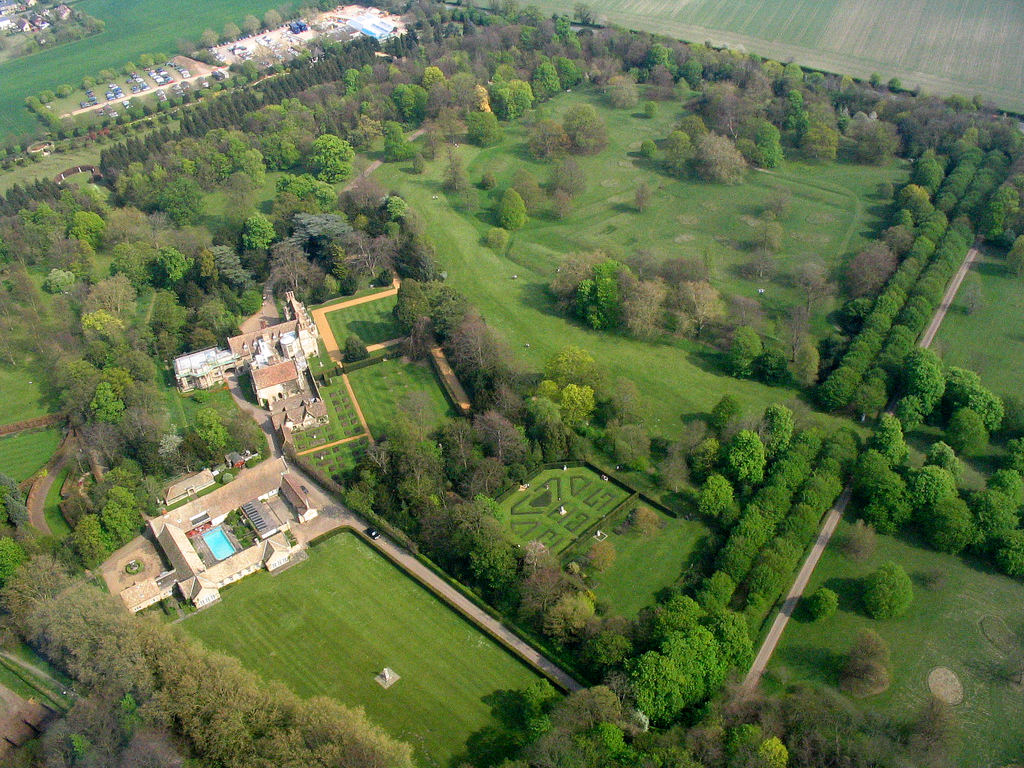
Vue aérienne de la maison et des jardins, avec la maison d'été à gauche.

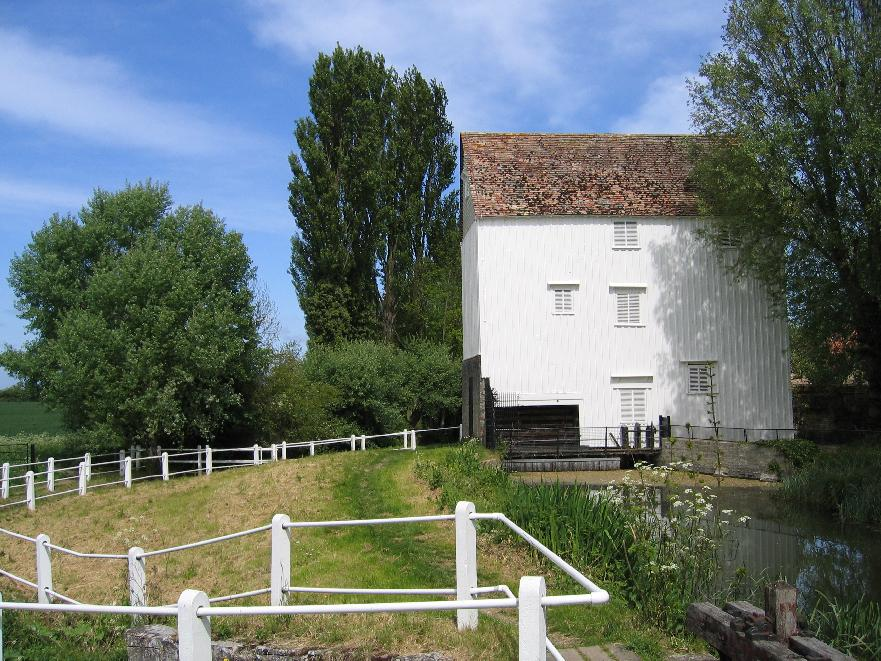
Moulin de Lode.

Les 98 acres (400 000 m2) de jardins paysagers classés Grade II* d'Anglesey Abbey sont divisés en plusieurs avenues, promenades, panoramas et jardins, avec des statues classiques et des parterres de fleurs. Lord Fairhaven a aménagé le terrain dans le style d'un parc du XVIIIe siècle. Il a replanté la roseraie et à créé le jardin de dahlias, le jardin herbacé, le jardin de jacinthes et le jardin de Narcisse, ainsi appelé parce qu'il contient une statue de Narcisse). Pour commémorer le couronnement de George VI et d'Elizabeth Bowes-Lyon en 1937, il a planté une vaste allée d'arbres avec une avenue traversante à l'extrémité. Les arbres utilisés sont des platanes de Londres alternant avec des marronniers d'Inde sur quatre rangées, copiant ceux plantés dans Windsor Great Park. Les dégâts causés par la tempête en 1968 ont fait disparaitre la plupart des platanes, ne laissant que les marronniers d'Inde. Le Temple Lawn a été édifié en 1953 pour commémorer le couronnement d'Élisabeth II. Devant la maison, au sud, il y a une pelouse à la française et au-delà, une prairie où des travaux de terrassement marquent la position des étangs à poissons du prieuré d'origine.
En 1964, le paysagiste américain Lanning Roper écrit un livre, The Gardens of Anglesey Abbey, dans lequel il décrit la planification minutieuse du jardin avec ses nombreux panoramas, ses avenues, ses arbres rares et communs, ses piscines, ses statues et ses temples. Il décrit comment d'immenses zones de ciel et d'herbe tondue ont été utilisées pour équilibrer la plantation symétrique et comment Lord Fairhaven a utilisé les arbres et les arbustes pour créer des groupes de couleurs et de feuillages contrastés. Trois générations de la famille locale Ayres ont travaillé dans les jardins depuis 1921, Noel et Richard étant devenus les jardiniers en chef. Un jardin d'hiver est ouvert en 1998 à la mémoire de Lord Fairhaven. En 2013, Richard Todd, jardinier en chef d'Anglesey Abbey depuis 1974, reçoit la British Empire Medal pour ses années de service à la fiducie et au patrimoine national. En 1999, il avait été responsable de la mise en place d'un système de compostage pour améliorer le drainage et aider à retenir l'eau en cas de sécheresse. Dix ans plus tard, 95 % des déchets de jardin étaient compostés.
Au nord-ouest de la maison, un ensemble de bâtiments de ferme est transformé en un grand bungalow, avec une piscine, pour servir de maison d'été à la famille Fairhaven à l'époque où ils occupent la maison d'Anglesey Abbey l'hiver avant de déménager à Kirtling Tower en 2004. 
Le terrain est délimité au nord-ouest par Bottisham Lode, avec le moulin à eau de Lode, acheté et restauré par Lord Fairhaven en 1934. Au sud du moulin se trouve le bassin de carrière, un grand bassin qui serait le site d'une mine de coprolithe du XIXe siècle.

## Propriété du National Trust
Le domaine, officiellement connu sous le nom d'Anglesey Abbey, Gardens and Lode Mill, est jusqu'en 2020 ouvert au public toute l'année. L'entrée est payante, les membres du National Trust bénéficiant d'une entrée gratuite. En 2018-2019, Anglesey Abbey a accueilli 382 235 visiteurs, ce qui en fait la onzième propriété payante du National Trust la plus visitée. En 1978, le moulin est remis en état de marche par la Cambridgeshire Wind and Watermill Society et la farine peut être achetée au moulin ou au magasin. Un nouveau centre d'accueil avec un restaurant et une boutique est ouvert en 2008. Les attractions saisonnières comprennent le festival des lumières d'hiver, les visites de perce-neige et de jonquilles au printemps et le cinéma en plein air en été.

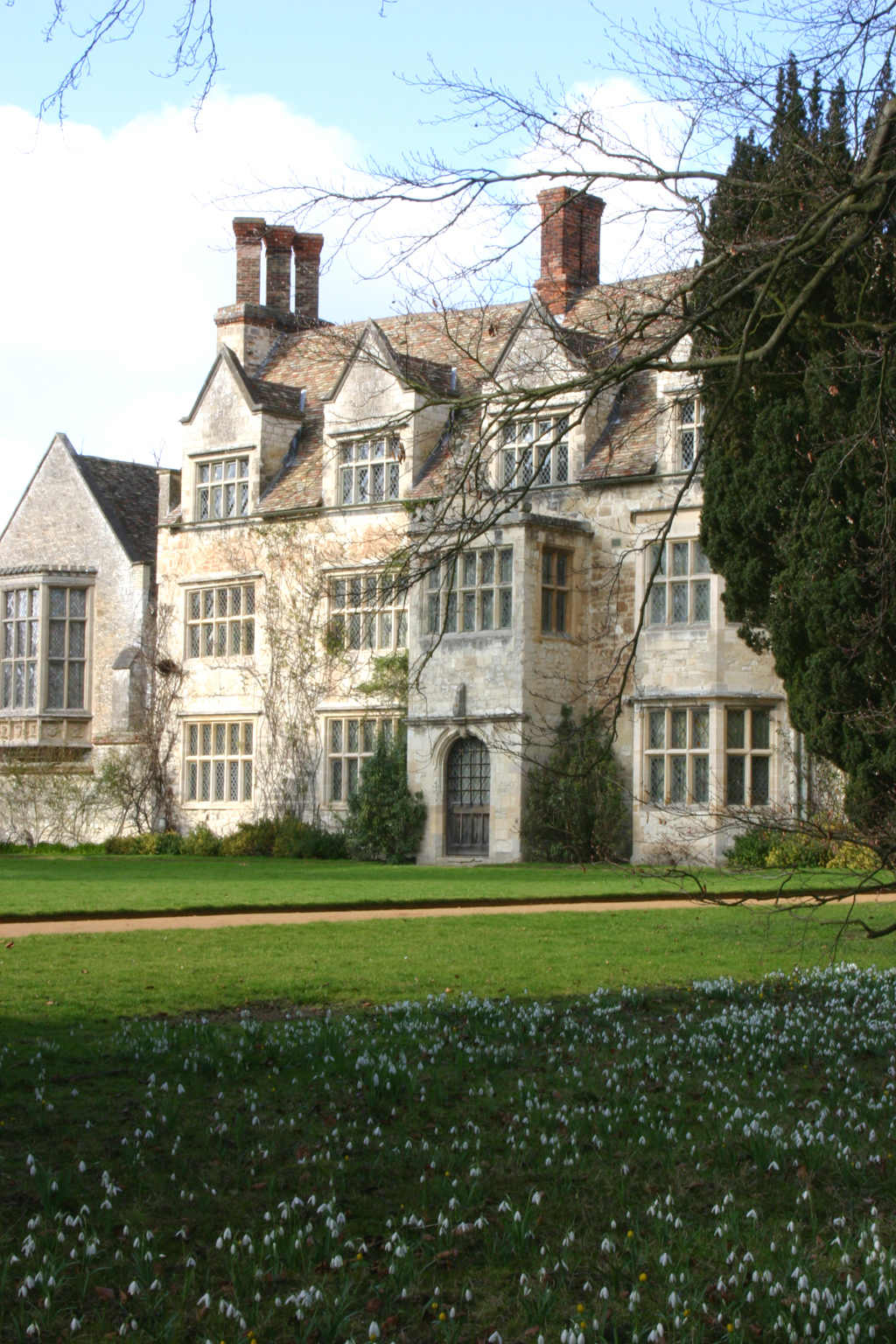
Perce-neige devant la maison
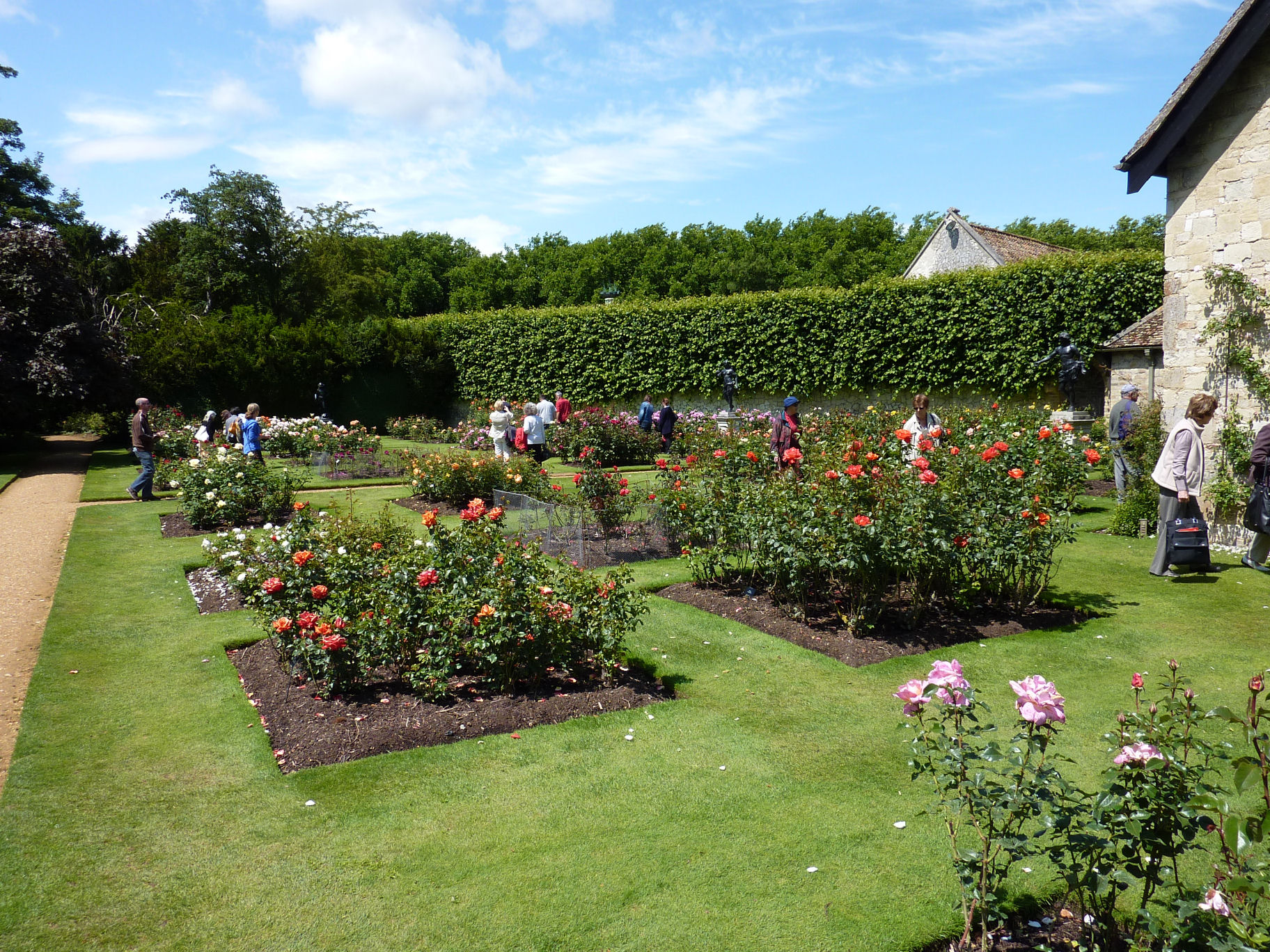
Roseria
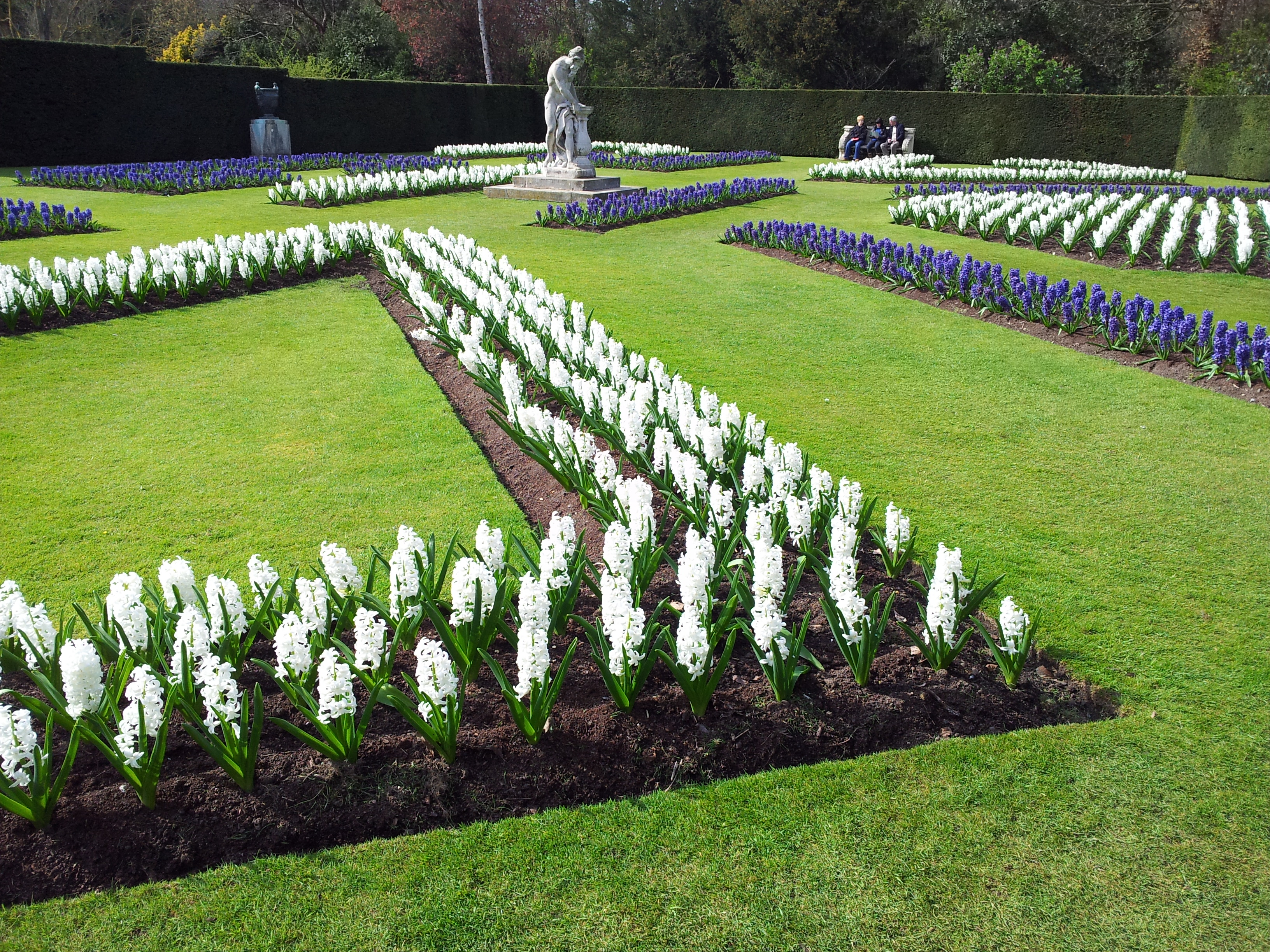
Jardin avec des jacinthes au printemps
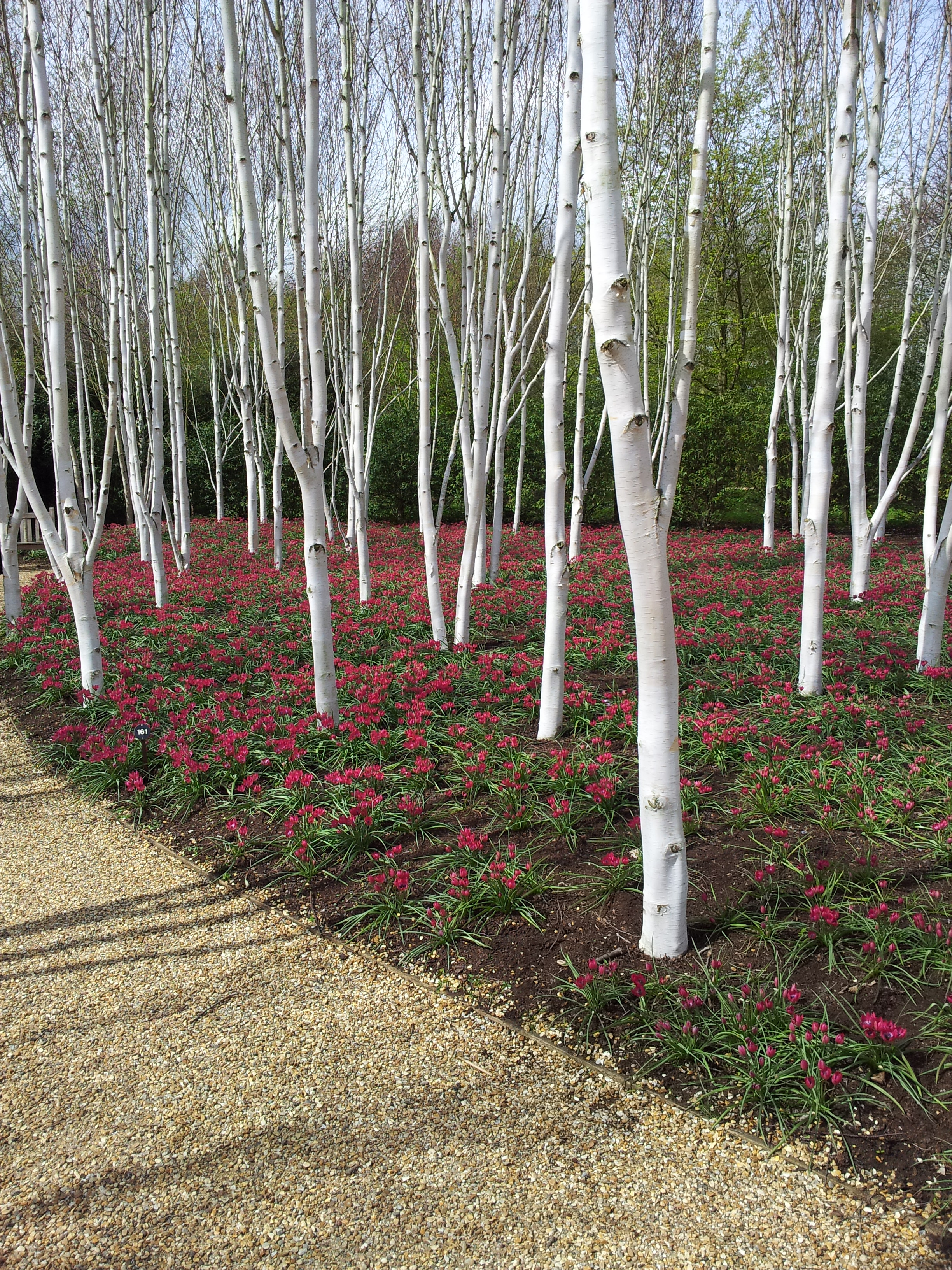
Winter Walk au printemps
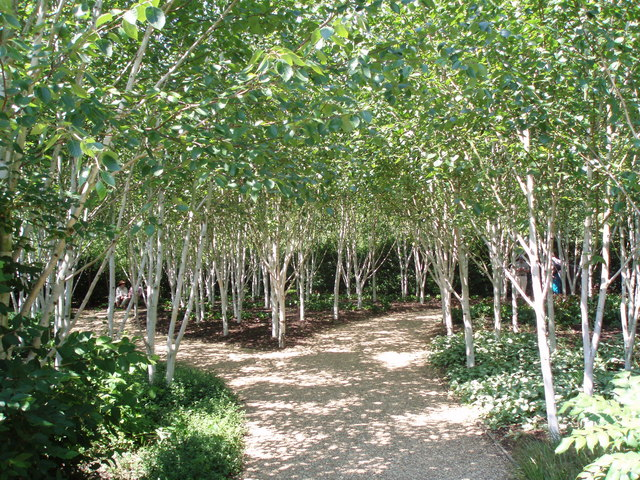
Winter Walk en été
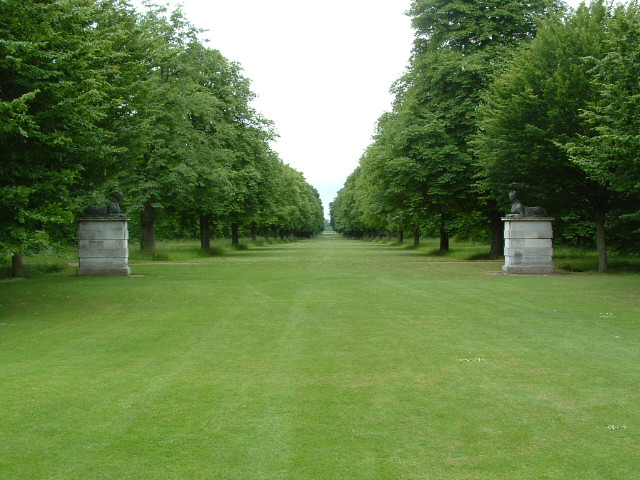
Coronation Avenue
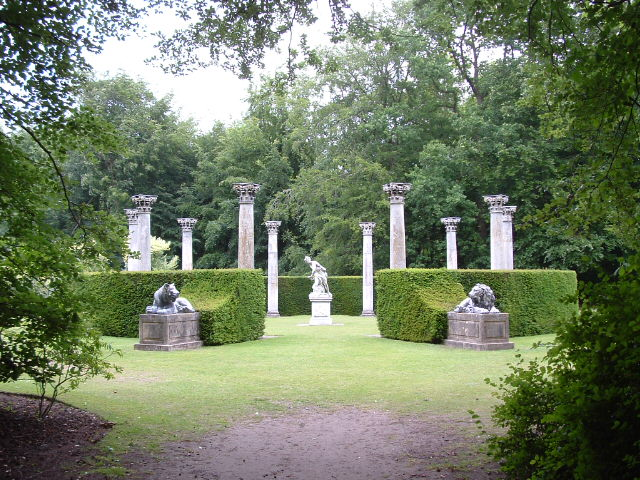
Le Circular Temple